# 杨庆才
杨庆才（1946年9月—），男，吉林双辽人，中华人民共和国政治人物，曾任吉林省人民政府副省长，吉林省人大常委会副主任。